# 谢尔盖·潘克杰夫
谢尔盖·潘克杰夫（俄语：Серге́й Константи́нович Панке́ев，1886年12月24日—1979年5月7日）出身俄罗斯帝国时期敖德薩的贵族，作为精神分析学家西格蒙德·弗洛伊德的病例而著名。因为曾描述过梦中场景，多只白狼在树上，被化名称为狼人。
在俄国内战之后，潘克杰夫定居于维也纳。